# Gabriella Souza
Gabriella Guimarães de Souza (ur. 14 grudnia 1993 w Niterói) – brazylijska siatkarka, grająca na pozycji przyjmującej.

## Sukcesy klubowe
Klubowe Mistrzostwa Ameryki Południowej:
- 2012
- 2014, 2015, 2018

Klubowe Mistrzostwa Świata:
- 2012
- 2014

Mistrzostwo Brazylii:
- 2013, 2015, 2017, 2018
- 2014, 2024[1]

Puchar Brazylii:
- 2014, 2020

Superpuchar Brazylii:
- 2017

## Sukcesy reprezentacyjne
Mistrzostwa Świata Kadetek:
- 2009

Mistrzostwa Ameryki Południowej Juniorek:
- 2010

Mistrzostwa Świata Juniorek:
- 2011

Mistrzostwa Ameryki Południowej U-22:
- 2014

Mistrzostwa Świata U-23:
- 2015

Volley Masters Montreux:
- 2017

Grand Prix:
- 2017

Mistrzostwa Ameryki Południowej:
- 2017

Puchar Wielkich Mistrzyń:
- 2017

## Nagrody indywidualne
- 2010: MVP Mistrzostw Ameryki Południowej Juniorek
- 2014: Najlepsza przyjmująca Mistrzostw Ameryki Południowej U-22